# Actinistia
De Actinistia vormen een onderklasse van de kwastvinnigen en hebben een lange evolutionaire geschiedenis. Ze verschenen voor het eerst in het Midden-Devoon, en de laatste fossielen werden gevonden in gesteenten uit het Laat-Krijt.

## Geschiedenis
In 1938 werd in de diepe trog die tussen Madagaskar en Afrika ligt, voor het eerst een levende coelacanthachtige gevangen. Voor de wetenschap was dat een opzienbarende ontdekking. De soort kreeg de naam Latimeria chalumnae, en was op dat moment de enig bekende overlevende soort van een groep, die 380 miljoen jaar geleden ontstond, en wordt betiteld als levend fossiel. In 1997 werd in Indonesië een tweede soort, Latimeria menadoensis, ontdekt.

## Indeling
- Spermatodus † Cope, 1894

Familie Coelacanthidae † Agassiz, 1843
- Axelrodichthys † Maisey, 1986
- Chaohuichthys † Tong et al., 2006
- Chinlea † Schaeffer, 1967
- Coelacanthus † Agassiz, 1836
- Holophagus † Egerton, 1861
- Indocoelacanthus † Jain, 1974
- Macropoma † Agassiz, 1843
- Mawsonia † Woodward, 1907
- Megalocoelacanthus † Schwimmer et al., 1994
- Rhipis † Saint-Seine, 1950

Familie Rebellatricidae † Wendruff & Wilson, 2012
- Rebellatrix † Wendruff & Wilson, 2012

Familie Whiteiidae † Schultze, 1993
- Guizhoucoelacanthus † Liu, 2006
- Piveteauia † Lehman, 1952
- Whiteia

Familie Latimeriidae Smith, 1939
- Latimeria Smith, 1939
- Swenzia † Clément, 2006